# Казариан, Фрэнки
Фрэнк Бенедикт Гердельман (англ. Frank Benedict Gerdelman, род. 4 августа 1977, Палм-Спрингс, Калифорния) — американский рестлер, в настоящее время выступающий в Impact Wrestling под именем Фрэнки Казариан (англ. Frankie Kazarian). Он и Скорпио Скай были первыми в истории командными чемпионами мира AEW в составе группировки SoCal Uncensored.
Он известен по выступлениям в Total Nonstop Action Wrestling (TNA, сейчас известен как Impact Wrestling) под именами Каз, Суисайд и Казариан, где он является пятикратным чемпионом икс-дивизиона TNA и трехкратным командным чемпионом мира TNA. Он также известен по своей работе в Ring of Honor (ROH), где он является трехкратным командным чемпионом мира ROH и однократным командным чемпионом мира ROH в матчах шести человек. Он также выступал в независимом промоушене Pro Wrestling Guerrilla (PWG), где был первым и двукратным чемпионом мира PWG.

## Личная жизнь
Гердельман стал поклонником рестлинга во многом благодаря роли Халка Хогана в фильме «Рокки 3», а также просмотру WrestleMania I. Его любимым рестлером был Последний воин, за ним следовали Шон Майклз, Рики Стимбот, Тито Сантана и «Британские бульдоги».
7 января 2010 года Гердельман женился на коллеге Трейси Брукшоу. 18 октября 2012 года у Гердельмана и Брукшоу родился первый ребёнок, сын, что было подтверждено в начале 2013 года. Гердельман известен как большой поклонник хэви-метал группы Metallica. Он играет на бас-гитаре и состоит в группе под названием VexTemper.

## Титулы и достижения
- All Elite Wrestling

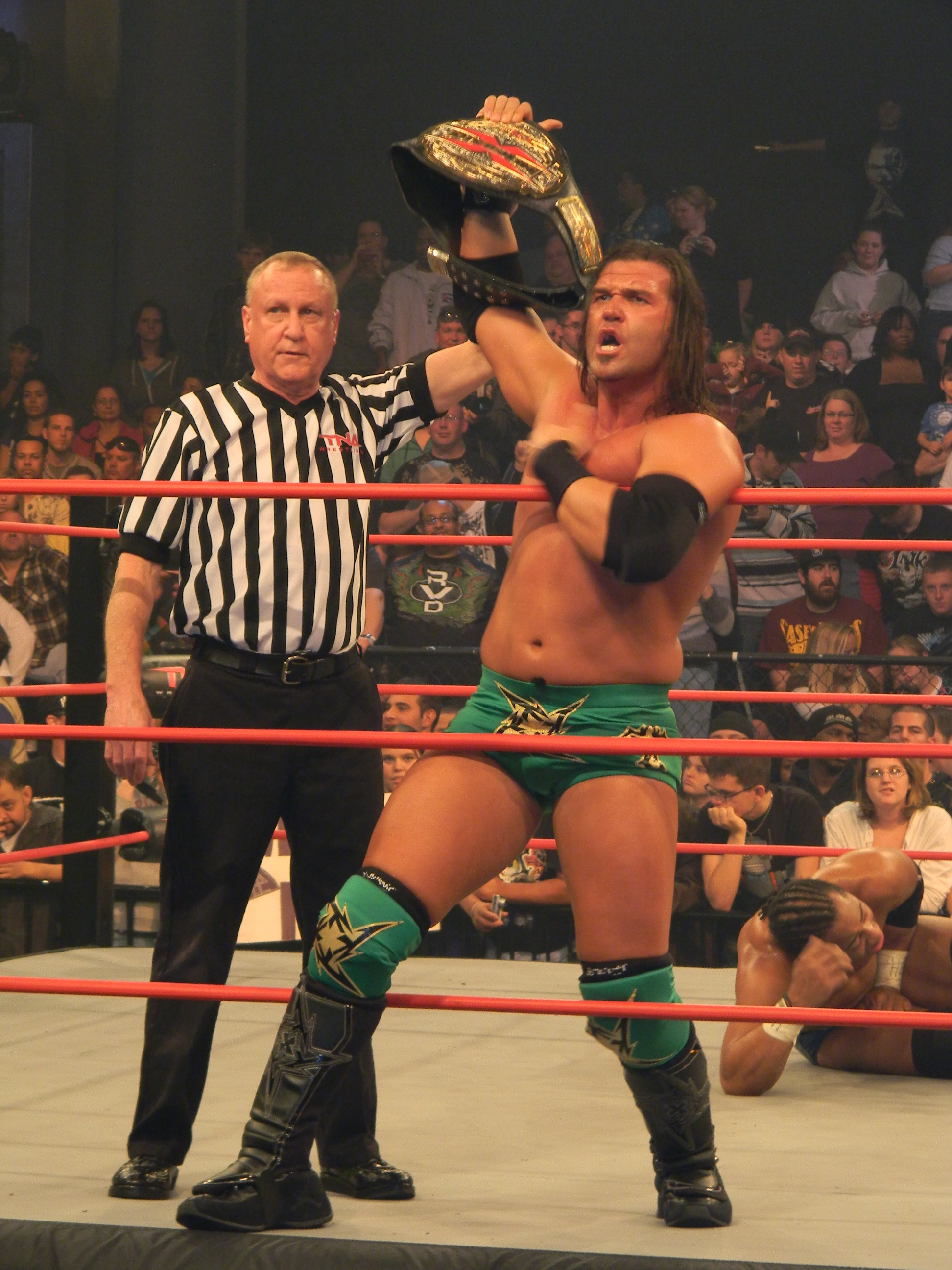
Казариан - пятикратный чемпион икс-дивизона TNA

  - Командный чемпион мира AEW (1 раз) — со Скорпио Скай[2]
- Big Time Wrestling
  - Командный чемпион BTW (1 раз) — с Джейсоном Стайлзом[3]
- California Wrestling Coalition
  - Чемпион CWC в тяжёлом весе (1 раз)
  - Командный чемпион CWC (1 раз) — с Железным Орлом
- Cauliflower Alley Club
  - Премия «Легенды будущего» (2005)
- DDT Pro-Wrestling
  - Чемпион железных людей в хеви-металлическом весе (1 раз) — с Кристофером Дэниелсом[4]
- East Coast Wrestling Alliance
  - Командный чемпион ECWA (1 раз) — с Новой[5]
- Empire Wrestling Federation
  - Чемпион в тяжёлом весе EWF (1 раз)
  - Командный чемпион EWF (1 раз) — с Джошем Гэлакси
  - Зал славы EWF[6]
- International Wrestling Coalition
  - Чемпион Соединённых Штатов IWC (1 раз)[7]
- Jersey All Pro Wrestling
  - Чемпион JAPW в полутяжёлом весе (1 раз)
  - Чемпион штата Нью Джерси JAPW (1 раз)[8]
- Millennium Pro Wrestling
  - Чемпион MPW в тяжёлом весе (1 раз)[9][10]
- Phoenix Championship Wrestling
  - Телевизонный чемпион PCW (1 раз)[11]
  - Командный чемпион PCW (1 раз) — с Новой
- Primos Wrestling Canada
  - Телевизонный чемпион Primos (1 раз)
- Pro Wrestling Guerrilla
  - Чемпион мира PW (2 раза)[12]
  - Bad Ass Mother 3000 (2003)
- Pro Wrestling Illustrated
  - № 30 в топ 500 рестлеров в рейтинге PWI 500 в 2009[13]
- Ring of Honor
  - Командный чемпион мира ROH (3 раза) — с Кристофером Дэниелсом (2) и Скорпио Скай (1)[14]
  - Командный чемпион ROH в матчах шести человек (1 раз) — с Кристофером Дэниелсом и Скорпио Скай
  - Honor Rumble (2017)
- Rising Phoenix Wrestling
  - RPW Invitational Tournament (2006)[15]
- Total Nonstop Action Wrestling
  - Чемпион икс-дивизиона TNA/Impact (5 раз)
  - Командный чемпион мира TNA (3 раза) — с Эриком Янгом/Супер Эриком (1) и Кристофером Дэниелсом (2)
  - Fight for the Right Tournament (2007)
  - Кубок мира по рестлингу (2013) — с Кристофером Дэниелсом, Джеймсом Штормом, Кенни Кингом и Микки Джеймс
  - «Царь горы» (2008, 2009)
  - Матч года (2003) пр. Криса Сейбина и Майкла Шейна, 20 августа 2003 г.[16]
  - Памятный момент года (2003) первый матч Ultimate X[16]
- Ultimate Pro Wrestling
  - Чемпион UPW в легком весе (1 раз)
  - Командный чемпион UPW (1 раз) — с Новой
- United States Xtreme Wrestling
  - Экстремальный чемпион UXW (1 раз)
- West Coast Wrestling Alliance
  - Чемпион WCWA в тяжёлом весе (1 раз)[17]
- Wrestling Observer Newsletter
  - Команда года (2012) с Кристофером Дэниелсом[18]
  - Худший матч года (2006) TNA Reverse Battle Royal на TNA Impact![19]